# Punta Open 2020
Il Punta Open 2020 è stato un torneo maschile tennis professionistico. È stata la 3ª edizione del torneo, facente parte della categoria Challenger 80 nell'ambito dell'ATP Challenger Tour 2020, con un montepremi di 54 160 $. Si è giocato dal 27 gennaio al 2 febbraio 2020 sui campi in terra rossa del Cantegrill Country Club di Punta del Este, in Uruguay.

## Partecipanti

### Teste di serie
| Nazionalità | Giocatore              | Ranking* | Testa di serie |
| ----------- | ---------------------- | -------- | -------------- |
| Italia      | Marco Cecchinato       | 77       | 1              |
| Brasile     | Thiago Monteiro        | 86       | 2              |
| Slovacchia  | Andrej Martin          | 105      | 3              |
| Italia      | Gianluca Mager         | 117      | 4              |
| Argentina   | Federico Coria         | 119      | 5              |
| Argentina   | Facundo Bagnis         | 135      | 6              |
| Portogallo  | Pedro Sousa            | 141      | 7              |
| Perù        | Juan Pablo Varillas    | 143      | 8              |
| Italia      | Alessandro Giannessi   | 147      | 9              |
| Portogallo  | João Domingues         | 171      | 10             |
| Spagna      | Carlos Taberner        | 188      | 11             |
| Argentina   | Andrea Collarini       | 192      | 12             |
| Spagna      | Mario Vilella Martínez | 196      | 13             |
| Argentina   | Facundo Mena           | 204      | 14             |
| Brasile     | Thiago Seyboth Wild    | 205      | 15             |
| Argentina   | Francisco Cerúndolo    | 228      | 16             |

- Ranking al 20 gennaio 2020.

### Altri partecipanti
I seguenti giocatori hanno ricevuto una wild card per il tabellone principale:
- Martín Cuevas
- Juan Martín Fumeaux
- Mariano Kestelboim
- Holger Rune
- Thiago Agustín Tirante

Il seguente giocatore è entrato in tabellone con il ranking protetto:
- Gonzalo Lama

I seguenti giocatori sono passati dalle qualificazioni:
- Sergio Galdós
- Gilbert Klier Júnior

Il seguente giocatore è entrato in tabellone come lucky loser:
- Emiliano Troche

## Punti e montepremi
| Torneo    | Torneo              | V     | F     | SF    | QF    | 3T  | 2T  | 1T  | Q | Q1 |
| Singolare | Punti               | 80    | 48    | 29    | 15    | 7   | 3   | 0   | 0 | 0  |
| Singolare | Premi in denaro ($) | 7 200 | 4 240 | 2 510 | 1 460 | 860 | 520 | 260 | – | –  |
| Doppio    | Punti               | 80    | 48    | 29    | 15    | –   | –   | 0   | – | –  |
| Doppio    | Premi in denaro ($) | 3 100 | 1 800 | 1 080 | 640   | –   | –   | 360 | – | –  |

## Campioni

### Singolare
Thiago Monteiro ha sconfitto in finale  Marco Cecchinato con il punteggio di 7–6(3), 6(6)–7, 7–5.

### Doppio
Orlando Luz /  Rafael Matos hanno sconfitto in finale  Juan Manuel Cerúndolo /  Thiago Agustín Tirante con il punteggio di 6–4, 6–2.